# Percy Jackson
Percy Jackson je knjižni in filmski junak. Knjigo je napisal znani pisatelj Rick Riordan, nato pa je bil po knjigi posnet še film. Knjige govorijo o Percyju Jacksonu in njegovih nalogah, ki mu jih dodelijo v Taboru Polkrvnih, ter o grški mitologiji, povezani z današnjim modernim svetom. V Taboru Polkrvnih Percy izve, da je polkrven in tu se stvari začnejo zapletati.

## 1 Tat strele
V prvi knjigi, kralj bogov Zevs, obtoži Percyja, da je ukradel najmočnejše orožje, Strelo (ker je Pozejdonov sin). Percyju nato pomagata prijatelja Grover Underwood in Annabeth Chase pri iskanju strele in njenega tatu. Pred koncem dogodivščine morajo obiskati Hadovo podzemlje rešiti Percyjevo mati. Na koncu ugotovijo, da je Strelo ukradel njihov prijatelj Luke Castellan.

## 2 Morje pošasti
V drugi knjigi nekdo zastrupi Thalijino drevo in Percy se odpravi na nevarno popotovanje po morju pošasti, ki se danes nahaja v Bermudskem trikotniku. Na odpravo odide, da bi našel Zlato Runo, ki bi pozdravilo Thalijino drevo in da bi našel prijatelja Groverja, ki je že nekaj časa  pogrešan in se Percyju prikazuje v sanjah.Ko pridejo do otoka kjer je ujet Grover ugotovijo da je tam tudi Zlato Runo ,ki privablja satire da jih potem lahko poje kliklop.

## 3 Prekletstvo Titanov
V tretji knjigi, je Annabeth ugrabljena in je prisiljena nositi težo neba, namesto titana Atlasa. Prav tako je titan ugrabil Artemido, boginjo lova. Percy mora zdaj s pomočjo prijateljev, rešiti Artemido in Annabeth v nemogoče kratkem času.Ko ju najdejo se spopadejo s titanom Atlasom.Med bitko Atlas ubije njihovo prijateljico Zöe,ki je tudi njegova hčerka ki se mu je zoperstavila.Artemida jo po koncu bitke vkuje med zvezde.

## 4 Bitka v labirintu
V četrtem delu odidejo Percy, Annabeth, Grover in  Percyjev polbrat kiklop Tyson, v  Dedalov labirint, kjer poskušajo preprečiti Kronosu vdor v tabor. Vse skupaj se zaplete, ko ugotovijo da Kronos išče Ariadnino nit ki bi ga varno popeljala skozi labirint.To pomeni da bi se z naverjetno hitrostjo premikal po svetu in ga uničeval.Ko v taboru polkrvnih izbruhne spopad polbogovi zmagajo in zavarujejo tabor in zraven še ves svet 

## 5 Poslednji Olimpijec
Napovedano je da bo Kronos napadel Olimp. Bogovi se bojujejo z Kronosovo vabo, Tifonom, Olimp pa ščitijo le taborniki iz Tabora polkrvnih, ter majhna skupina Artemidinih lovk.
Po petih knjigah je nadaljevanje v zbirki knjig z naslovom Junaki Olimpa.